# Caudillo

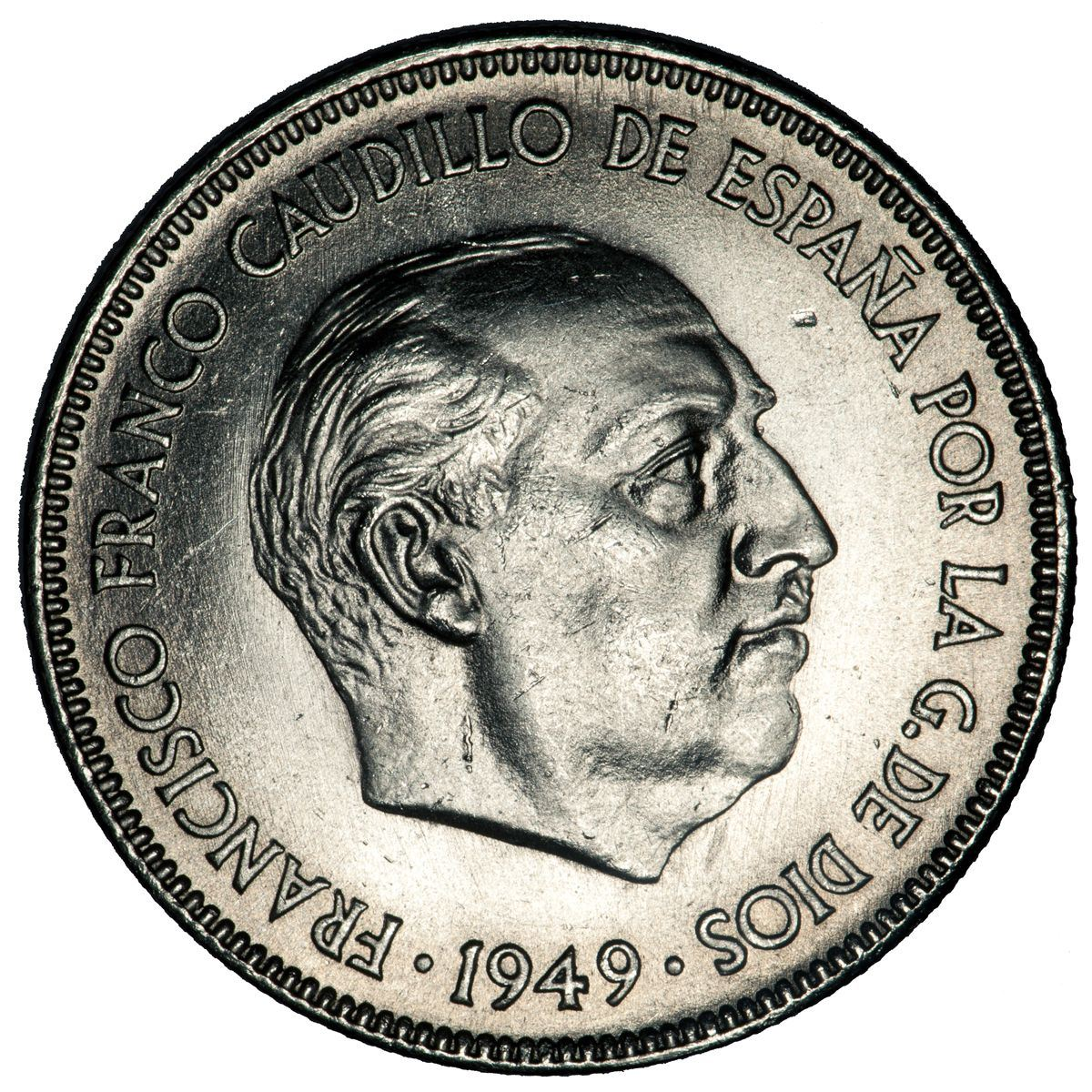
Hiszpańska moneta z 1949 z wizerunkiem Francisco Franco

Caudillo – hiszpański termin oznaczający przywódcę politycznego (z reguły wojskowego), używany w Hiszpanii i krajach Ameryki Południowej. Posiada także portugalski odpowiednik – caudilho.
Początkowo terminem tym określano dowódców wojskowych w walce z Arabami w Hiszpanii do XV w. Słowo to może mieć w odpowiednim kontekście wydźwięk pejoratywny i najczęściej oznacza dyktatora, kacyka sprawującego autorytarne lub  totalitarne rządy po uprzednim obaleniu władzy na drodze zamachu stanu. Fenomen caudillismo narodził się w pierwszej połowie XIX w., wkrótce po wyzwoleniu się Ameryki Południowej spod hiszpańskiej dominacji. W wielu krajach regionu władzę zdobyli byli dowódcy zrywów niepodległościowych, charyzmatyczni liderzy posługujący się demagogią.
W XX w. tytułem Caudillo obdarzano m.in. gen. Francisco Franco, rządzącego Hiszpanią w latach 1939–1975.